# Имиут

Фетиш Имиут.

Имиут — это фетиш, сделанный из шкуры обезглавленного животного. Чаще всего Имиут делали из бычьей или кошачьей шкур. Эту шкуру привязывали за хвост к столбу, заканчивающимуся бутоном лотоса. Столб был вставлен в специальную подставку. Фетиш использовали в погребальных обрядах ещё с самых ранних времён истории Древнего Египта. Одни из самых ранних находок датируются I династией. Несмотря на столь древнее происхождение, предназначение этого фетиша до сих пор остаётся загадкой.

## История
| Z11 | G43 | t · Aa2 |

| Z11 | G43 | t · Aa2 |

С самых ранних времён древнеегипетской мифологии, божество Имиут (что значит «тот кто в шкуре его») вероятно был богом загробного мира, хотя на сегодняшний день нет достоверных свидетельств подтверждающих это. Один из первых экземпляров Имиута был найден экспедицией музея Метрополитен, неподалёку от пирамиды Сенусерта I в святилище.
Так как в более поздние периоды он ассоциировался с Анубисом, его иногда называли фетишем Анубиса. Согласно одной из теорий Имиут мог быть символом бальзамирования, также как и Анубис, хотя есть сомнения в том, что это могло быть, так как Анубис изначально был богом мёртвых, а затем в более поздние времена стал ассоциироваться с бальзамированием. Изображения фетиша Имиут присутствуют на стенах древнеегипетских храмов и гробниц, иногда они входили в комплект погребальной утвари. Два из подобных погребальных фетишей были найдены Г. Картером в гробнице Тутанхамона.